# Theater Arena

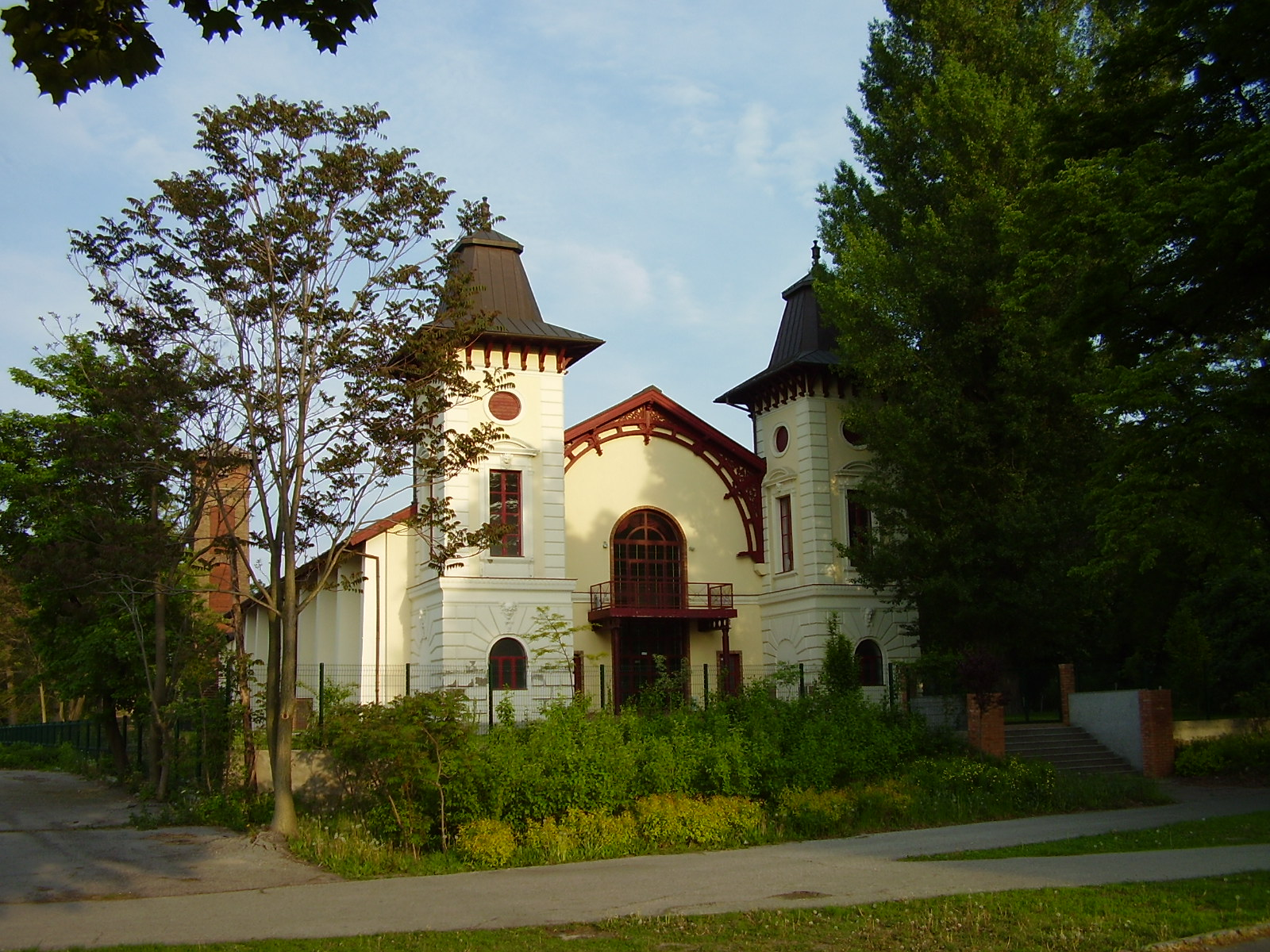
Divadlo Aréna

Theater Arena (Slowaaks: Divadlo Aréna) is een van de oudste theaters in Bratislava. Het werd in 1828 gevestigd aan de oever van de Donau, in het huidige stadsdeel Petržalka. In het begin was het een open amfitheater, vandaar de naam Arena. Het huidige theatergebouw is in 1998 gebouwd.
Vanaf haar oprichting tot het einde van de Tweede Wereldoorlog gaven vele Hongaarse, Oostenrijkse en Duitse theaterbedrijven er optredens. Na de oorlog werd het theater gesloten en het gebouw als opslagplaats gebruikt voor de Slowaakse televisie.
Het theater werd nieuw leven ingeblazen door een groep rondom pantomime-artiest Milan Sládek. De heropening vond plaats in 1997. Het repertoire bestond uit diverse pantomime-optredens en jaarlijks vond er een pantomimefestival plaats. In 2003 werd de Slowaakse acteur Juraj Kukura manager en werd de focus van het theater verlegd naar drama.